# Louis Frédéric Wickham
Louis-Frédéric Wickham (28 février 1861 - 14 octobre 1913) est un dermatologue français, connu pour ses recherches sur le radium.

## Biographie
Né à Paris, Louis-Frédéric Wickham est le plus jeune fils d'une famille d'industriel. Il fait son éducation au Lycée Condorcet avant de s'orienter vers la médecine. Après avoir été nommé externe en 1882, interne provisoire en 1884, il devient interne en 1885. Il décide alors d'étudier la dermatologie et devient l'élève des docteurs François Henri Hallopeau, Émile Vidal et Ernest Besnier. Il effectue sa thèse de dermatologie sur la maladie de Paget du sein. Sous la tutelle de Louis Charles Malassez et Jean Darier, il étudie également la coccidioïdomycose,.
En 1888, il est commissionné par le ministère français de l'Instruction publique pour étudier les méthodes d'enseignement de la dermatologie en Angleterre, que Wickham trouve inadéquates.
Sa réputation de dermatologue grandit après la publication de certains de ses travaux dans les Annales de dermatologie et la lecture d'articles au congrès de Paris en 1889. Il devient par la suite membre de la Société de dermatologie et de syphiligraphie.
Il commence sa carrière à l'hôpital Saint-Louis en tant que chef assistant en 1891, puis obtient le poste de chef sous la supervision d'Alfred Fournier en 1893 avant d'y être en consultation entre 1896 et 1898. Il est par la suite nommé chef de l'infirmerie à l'hôpital Saint-Lazare,.
En 1905, Wickham obtient la dernière machine permettant d'administrer des radiations et il se tourne alors vers l'étude de l'utilisation thérapeutique des radiations en dermatologie, sujet qui le passionnera jusqu'à sa mort en 1913. Son Laboratoire Biologique du Radium deviendra un modèle pour l'Angleterre et l'Allemagne, et il publie de nombreux articles en anglais, français et allemand sur l'effet des radiations (X et radium) sur les cancers de la peau, les chéloïdes, les nævi, le rhinophyma, le lupus, l'eczéma et les verrues.
L'année suivante, en 1906, Wickham tombe malade, probablement en partie à cause des radiations auxquelles il a été exposé durant ses derniers travaux. En 1909 il co-écrit avec Paul-Marie Degrais le premier ouvrage consacré à la thérapie au radium, avant de décéder le 1er octobre 1913,.
Son fils, Yves-Louis Wickham devient radiothérapeute à l'Institut Gustave-Roussy.

## Publications
Wickham publia de nombreuses publications, en anglais et en français, majoritairement sur l'utilisation du radium :
- Le Radium, son emploi dans le traitement du cancer, des angiomes, chéloïdes, tuberculoses locales et d'autres affections (1913)
- Essai de traitement d'un néoplasme du pylore par l'application directe du radium sur la tumeur grâce à une fistule gastrique permanente (1910, Georges Labey et autre(s) avec Louis Wickham)
- Applications médicales du radium (1910)
- Traitement de l'épulis par le radium (1910)
- Radiumthérapie, instrumentation, technique, traitement des cancers, chéloïdes, nævi, lupus, prurits, névrodermites, eczémas, applications gynécologiques (1909)
- Radiumthérapie des cancers, des "nævi", des chéloïdes et de la tuberculose cutanée (1909)
- Traitement par le radium des angiomes (taches de vin et tumeurs), des "nævi" pigmentaires, des cancers superficiels et cicatrices vicieuses (1908)
- Notice des moulages exposés par le Musée de l'Hôpital Saint-Louis (1897, Congrès international de médecine (12 ; 1897 ; Moscou) avec Louis Wickham comme Éditeur scientifique)
- Contribution à l'étude des psorospermoses cutanées et de certaines formes de cancer. Maladie de la peau dite Maladie de Paget. (1890)
- Lettres d'Angleterre au "Progrès médical". Quelques notes de dermatologie anglaise (1889)

## Récompenses
- Prix Barbier et prix Benjamin Godard[1]
- Ordre royal de Victoria, remis par le Roi George V[4]
- Chevalier de la Légion d'honneur, 1913[4]